# St. Vigil

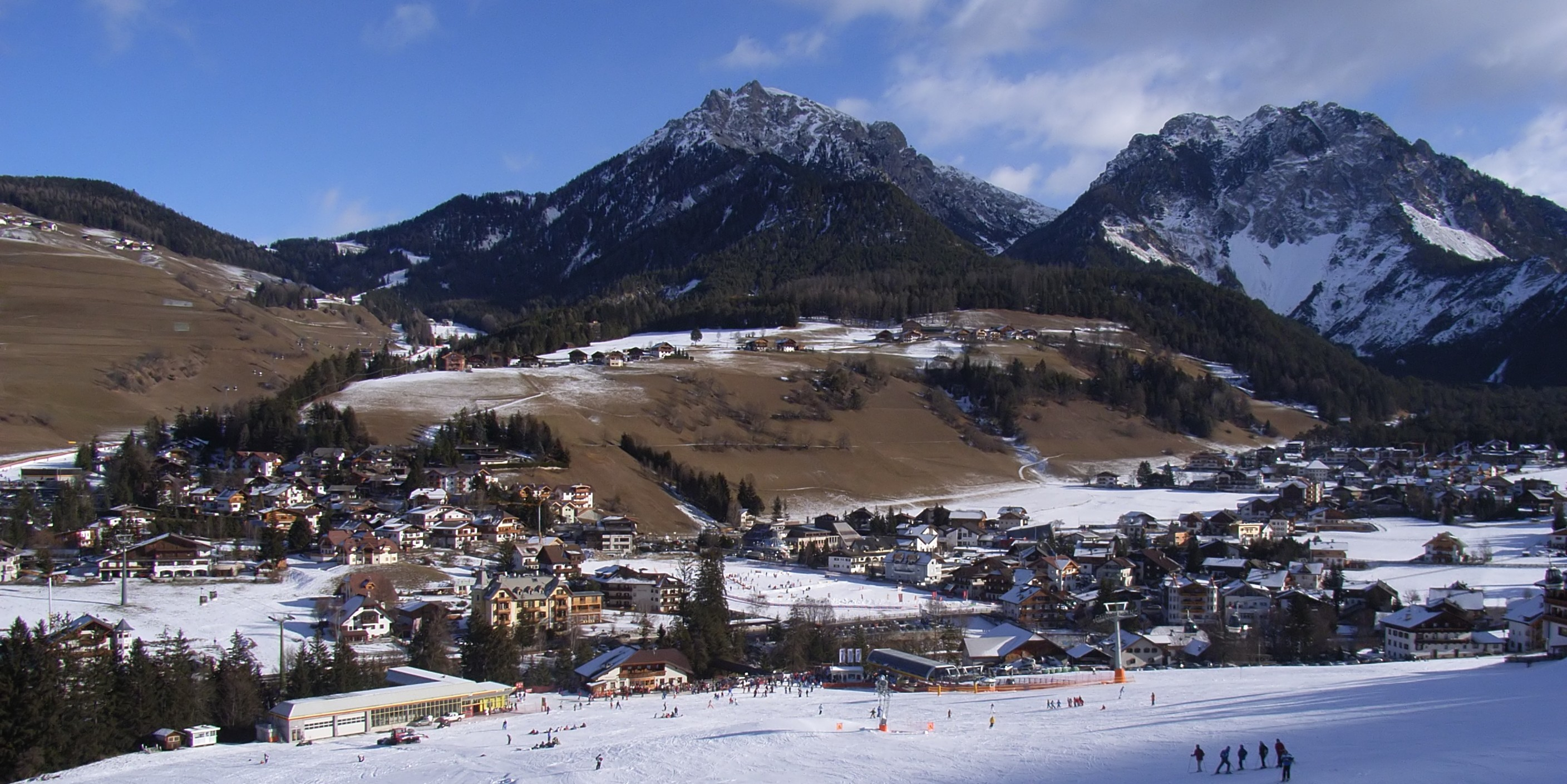
St. Vigil von Westen

St. Vigil (ladinisch Al Plan oder Al Plan de Maréo, italienisch San Vigilio di Marebbe; nach dem heiligen Vigilius von Trient) ist eine Fraktion und mit dem Rathaus auch Sitz der Gemeinde Enneberg in Südtirol (Italien), etwa 10 km südlich von Bruneck. Der Ort liegt im Enneberger Tal (auch Vigiltal), wenige Kilometer nach dessen Abzweigung vom Gadertal.

## Geographie
St. Vigil liegt auf einer Seehöhe von 1201 m über einer Mulde des Enneberger Tals.  Hinter dem Ort steigt das Gelände zum Kronplatz empor, dem 2275 m hohen Hausberg der Region und bekannten Skiberg.

### Gewässer
Der Enneberger Bach (Rü d'Al Plan), ein rechter Zufluss des Gaderbaches (Rio Gadera) tangiert die Ortslage von St. Vigil im Südwesten. Am Nordrand mündet der Bergbach Rü da Val in den Enneberger Bach. Er entspringt auf etwa 1700 m Höhe und entwässert das Furkeltal (Val Furcia).

## Geschichte
Zu Beginn des 15. Jahrhunderts war das Gebiet Eigentum der Grafen von Tirol; in St. Vigil errichtete das Kloster Sonnenburg eine Gerichtsbarkeit für Enneberg und das gesamte Gadertal. Aus den Tiroler Freiheitskämpfen (Koalitionskriege) gegen die Franzosen wird von der in St. Vigil geborenen Katharina Lanz, dem „Mädchen von Spinges“, berichtet, die 1797 von der Friedhofsmauer von Spinges (Teil der heutigen Gemeinde Mühlbach) die französischen Soldaten abwehrte.
Die Anfänge des Tourismus sind mit dem Jahr 1964 verbunden, als Hans Erlacher gemeinsam mit seiner Familie die erste Pension im Ort aufbaute.

## Wirtschaft

### Tourismus
St. Vigil ist wegen seiner sonnigen Lage ein beliebter Urlaubsort im Sommer wie im Winter.
Direkt hinter St. Vigil beginnt der Naturpark Fanes-Sennes-Prags mit 300 km Wanderwegen, über 200 km Strecken zum Mountainbiken und weiter Fernsicht auf die Südtiroler Dolomiten. Auch die Kreuzspitze kann von St. Vigil aus erwandert werden. Seit 1960 existiert am südwestlichen Ortsrand eine Seilbahn (Pedaga) zum Piz de Plaies. Die Skipisten haben eine Länge von 90 km; auch zahlreiche Skitouren sind möglich. Für das Langlaufen bietet sich das Rautal an, für Schneeschuhwandern das nahe Naturschutzgebiet.

## Bildung
In St. Vigil gibt es eine Grundschule und eine Mittelschule für die ladinische Sprachgruppe.

## Sehenswürdigkeiten
Die Hauptsehenswürdigkeiten sind die historische Pfarrkirche St. Vigil, das Gerichtshaus und das Denkmal der Catarina Lanz.

## Söhne und Töchter von St. Vigil
- Katharina Lanz (1771–1854), Tiroler Freiheitsheldin
- Ottmar Zeiller (1868–1921), Bildhauer und Holzschnitzer
- Tobias Kastlunger (* 1999), Skirennläufer